# Liste von Müllverbrennungsanlagen in Deutschland
Die Liste bietet einen Überblick über Müllverbrennungsanlagen in Deutschland. Diese Liste ist lediglich ein Ausschnitt der Gesamtheit aller Anlagen. Ein Großteil der Anlagen zur thermischen Verwertung von Abfall ist auch Teil der Interessensgemeinschaft der Thermischen Abfallbehandlungsanlagen (ITAD). Die meisten Anlagen arbeiten nach dem Prinzip der Kraft-Wärmekopplung, erzeugen Strom, und nutzen die Abwärme als Fernwärme oder als Prozesswärme
| KW-Name                                                                        | Zahl der Linien | Durchsatz pro Tag [to] | Erzeugte thermische Leistung [MW] | Erzeugte elektrische Leistung [MW] | Schornsteinhöhe [m] | Standort               | Bundesland             | Koordinaten                      | Inbetriebnahme | Betreiber                                                                                        | Bemerkungen |
| ------------------------------------------------------------------------------ | --------------- | ---------------------- | --------------------------------- | ---------------------------------- | ------------------- | ---------------------- | ---------------------- | -------------------------------- | -------------- | ------------------------------------------------------------------------------------------------ | --- |
| Müllverbrennungsanlage Asdonkshof                                              | 2               | 738                    | 98                                |                                    | 200 m               | Kamp-Lintfort          | Nordrhein-Westfalen    | 51° 31′ 24,1″ N, 6° 34′ 31,1″ O  | 1997           | Kreis Weseler Abfallgesellschaft mbH & Co. KG                                                    | Energieträger: bis zu 270.000 t/a |
| Industrieheizkraftwerk Andernach                                               | 1               | 360                    | 300                               | 14                                 | 60 m                | Andernach              | Rheinland-Pfalz        | 50° 26′ 5″ N, 7° 25′ 55,2″ O     | 2009           | IHKW Andernach GmbH                                                                              | Energieträger: bis zu 140.000 t/a Ersatzbrennstoffe, sowie bis zu 8000 t/a Altwalzöle und maximal 7500 t/a Klärschlamm |
| Industriekraftwerk Arnsdorf                                                    | 2               | 360                    |                                   |                                    | 170 m               | Arnsdorf               | Sachsen                | 51° 27′ 41,8″ N, 11° 43′ 4,6″ O  | 2009           | Romonta Beteiligungs GmbH                                                                        | |
| Abfallverwertungsanlage Augsburg                                               | 3               | 864                    |                                   | 76                                 | 81 m                | Augsburg               | Bayern                 | 48° 24′ 7,7″ N, 10° 55′ 59,7″ O  | 1994           | AVA Abfallverwertung Augsburg GmbH                                                               | |
| Müllheizkraftwerk Bamberg                                                      | 3               | 432                    | 51                                | 11,3                               | 42,3 m              | Bamberg                | Bayern                 | 49° 54′ 41,3″ N, 10° 51′ 13,3″ O | 1996           | Zweckverband Müllheizkraftwerk Stadt und Landkreis Bamberg                                       | ansässig im Hafen Bamberg; Fernwärme und Strom für Bamberg; 105.000–116.000 t/a Gewerbe- und Siedlungsabfälle aus Stadt und Landkreis Bamberg, Stadt Erlangen, Landkreis Erlangen-Höchstadt, Landkreis Forchheim und Landkreis Wunsiedel; Entsorgungssicherheit für ca. 400.000 Einwohner |
| Müllheizkraftwerk Berlin-Ruhleben in Berlin-Spandau                            | 8               | 1569                   | 298,4                             |                                    | 102,5 m             | Berlin-Spandau         | Berlin                 | 52° 31′ 50,4″ N, 13° 14′ 23,7″ O | 1998           | Berliner Stadtreinigung (BSR)                                                                    | |
| Ersatzbrennstoffkraftwerk Solvay-Werk Bernburg                                 | 3               | 1320                   |                                   | 36                                 | 60 m                | Bernburg               | Sachsen-Anhalt         | 51° 48′ 0,2″ N, 11° 45′ 32,3″ O  | 2009           | Energie Anlage Bernburg GmbH (EAB)                                                               | |
| Müllverbrennungsanlage Bielefeld                                               | 3               | 1260                   | 180 MW (3 × 60 MW)                | 40                                 | 107 m               | Bielefeld-Heepen       | Nordrhein-Westfalen    | 52° 2′ 34,8″ N, 8° 36′ 18,1″ O   | 1981           | MVA Bielefeld GmbH                                                                               | Kapazität: 400.000 Tonnen/Jahr Strom: ca. 165 Mio. kWh/Jahr Fernwärme: ca. 375 Mio. kWh/Jahr |
| Thermische Restabfallbehandlungsanlage Bitterfeld                              | 1               | 330                    | 15                                | ca. 10 MW                          |                     | Bitterfeld-Wolfen      | Sachsen-Anhalt         | 51° 37′ 47″ N, 12° 17′ 20,9″ O   | 2010           | PD energy GmbH                                                                                   | ansässig im Chemiepark Bitterfeld-Wolfen; Inbetriebnahme: 2009; Dampf- und Wärmeversorgung des Chemieparks, Strom wird in das öffentliche Netz eingespeist; 140.000 t/a Gewerbe- und Siedlungsabfälle                                                                                     |
| Restmüllheizkraftwerk Böblingen                                                | 2               | 456                    | 50                                | 12,9                               | 55 m                | Böblingen              | Baden-Württemberg      | 48° 41′ 36″ N, 9° 3′ 43,7″ O     | 1999           | Zweckverband RBB Restmüllheizkraftwerk Böblingen                                                 | Fernwärmenetz von Böblingen und Sindelfingen. Gewerbe- und Hausmüll, Holzhäcksel. Einzugsbereich Stuttgart und die Landkreise Böblingen, Calw, Freudenstadt und Rottweil. |
| MVA Bonn                                                                       | 3               | 753                    | 118                               |                                    | 98 m                | Bonn                   | Nordrhein-Westfalen    | 50° 44′ 1,6″ N, 7° 4′ 39,1″ O    | 1992           | Stadtwerke Bonn                                                                                  | |
| Thermische Restabfallbehandlungs- und Energieerzeugungs-Anlage (TREA) Breisgau | 1               | 511                    | 61                                | N/A                                | 50 m                | Eschbach               | Baden-Württemberg      | 47° 53′ 28,2″ N, 7° 36′ 59,1″ O  | 2004           | Gesellschaft Abfallwirtschaft Breisgau (GAB)                                                     | Kapazität: 175.000 Tonnen/Jahr Strom: 121 Mio. kWh/Jahr Fernwärme: 13 Mio. kWh/Jahr |
| Mittelkalorik-Kraftwerk Bremen                                                 | 1               | 702                    | 110                               | 29                                 | 115 m               | Bremen Industriehäfen  | Bremen                 | 53° 7′ 22,4″ N, 8° 43′ 39,9″ O   | 2009           | swb Entsorgung GmbH                                                                              | Energieträger: Hausmüll |
| Müllheizkraftwerk Bremen                                                       | 4               | 1498                   | 221                               | 50                                 | 75 m                | Bremen-Findorff        | Bremen                 | 53° 6′ 52,4″ N, 8° 49′ 5,5″ O    | 1969           | swb Entsorgung GmbH                                                                              | Energieträger: Hausmüll |
| EBS-Heizkraftwerk Blumenthal                                                   | 1               | 195                    | 31                                | 5                                  |                     | Bremen-Blumenthal      | Bremen                 | 53° 10′ 45,4″ N, 8° 34′ 13,2″ O  | 2005           | hkw blumenthal GmbH                                                                              | Gewerbe- und Hausmüll |
| Müllbeseitigungsanlage Bremerhaven                                             | 3               | 900                    | 100                               |                                    | 85 m                | Bremerhaven            | Bremen                 | 53° 32′ 51,8″ N, 8° 37′ 4,7″ O   | 1976           | Bremerhavener Entsorgungsgesellschaft mbH (BEG)                                                  | Energieträger: Hausmüll |
| Müllheizkraftwerk Burgkirchen                                                  | 2               | 879                    | 88                                |                                    | 80 m                | Burgkirchen an der Alz | Bayern                 | 48° 11′ 7,4″ N, 12° 44′ 3,2″ O   | 1994           | Zweckverband Abfallverwertung Südostbayern (ZAS)                                                 | |
| Müllheizkraftwerk Coburg                                                       | 2               | 528                    | 36,6 MW (2 × 18,3 MW)             | 10,6 MW (2 × 5,3 MW)               | 80 m                | Neuses bei Coburg      | Bayern                 | 50° 17′ 7,2″ N, 10° 57′ 17,5″ O  | 1989           | Zweckverband für Abfallwirtschaft in Nordwest-Oberfranken (ZAW Coburg)                           | - KWK-Anlage - Bauzeit: 1986–1988 - Beginn des Probebetriebs: 1989 - Anpassung der Filteranlagen entsprechend den Richtlinien des Bundes-Immissionsschutzgesetzes in den frühen 1990er Jahren - Jahreskapazität (abhängig vom Heizwert): ca. 135.000 t                                    |
| Müllheizkraftwerk Darmstadt                                                    | 3               | 637                    | 80                                | ?                                  | 100 m               | Darmstadt              | Hessen                 | 49° 53′ 3″ N, 8° 38′ 46,9″ O     | 1967           | Entega                                                                                           | Energieträger: Müll |
| Müllheizkraftwerk Flingern                                                     | 6               | 1186                   |                                   |                                    | 100 m               | Düsseldorf             | Nordrhein-Westfalen    | 51° 13′ 29,1″ N, 6° 49′ 23,8″ O  | 1965           | Stadtwerke Düsseldorf AG                                                                         | |
| Müllverbrennungsanlage Emlichheim                                              | 2               |                        | 152                               | 48                                 |                     | Emlichheim             | Niedersachsen          | 52° 38′ 37,7″ N, 6° 44′ 32,9″ O  | 2008           | EVI Abfallverwertung B.V. & Co. KG                                                               | Energieträger: ca. 450.000 t/a Haus- und Gewerbeabfälle Besonderheit dieses Kraftwerks ist es, dass sich das Maschinenhaus nach Angaben des Betreibers auf niederländischer Seite befindet.                                                                                               |
| Müllheizkraftwerk Essen-Karnap                                                 | 4               | 1920                   | 130                               | 48                                 | 200 m               | Essen-Karnap           | Nordrhein-Westfalen    | 51° 30′ 54,1″ N, 6° 59′ 37,7″ O  | 1987           | Betreiber RWE Power                                                                              | Grundlast und Fernwärme |
| RABA Erfurt-Ost                                                                | 1               | 240                    |                                   |                                    |                     | Erfurt                 | Thüringen              | 51° 1′ 6,1″ N, 11° 2′ 22″ O      | 2007           | SWE Stadtwerke Erfurt GmbH                                                                       | |
| Müllheizkraftwerk Frankfurt                                                    | 4               | 1440                   | 99                                | 49                                 | 120 m               | Frankfurt              | Hessen                 | 50° 9′ 41,9″ N, 8° 38′ 9,2″ O    | 1966           | MHKW Müllheizkraftwerk Frankfurt am Main GmbH als Gemeinschaftsunternehmen von FES und Mainova   | Energieträger: bis zu 525.600 t/a Hausmüll Das Kraftwerk produziert Fernwärme für 30.000 Haushalte in Frankfurt. |
| Müllverbrennungsanlage Weisweiler                                              | 3               | 1087                   |                                   | 35                                 | 99 m                | Weisweiler             | Nordrhein-Westfalen    | 50° 50′ 24,2″ N, 6° 18′ 56,4″ O  | 1996           | MVA Weisweiler GmbH & Co. KG                                                                     | |
| MVV, EBS-IHKW Gersthofen                                                       | 1               | 276                    |                                   | 5,8                                |                     | Gersthofen             | Bayern                 | 48° 26′ 41,3″ N, 10° 53′ 1,1″ O  | 2009           | Industriepark Gersthofen                                                                         | |
| Müllheizkraftwerk Göppingen                                                    | 1               | 465                    |                                   | 9,5                                | 96 m                | Göppingen              | Baden-Württemberg      | 48° 40′ 55,6″ N, 9° 40′ 17,5″ O  | 1998           | EEW Energy from Waste Göppingen GmbH                                                             | |
| Ersatzbrennstoffkraftwerk Sonne                                                | 1               | 690                    |                                   | 24                                 | 130 m               | Großräschen            | Brandenburg            | 51° 34′ 55″ N, 13° 58′ 34,7″ O   | 2008           | EEW Energy from Waste Großräschen GmbH                                                           | |
| Müllverbrennungsanlage Hagen                                                   | 3               | 360                    |                                   |                                    | 87 m                | Hagen                  | Nordrhein-Westfalen    | 51° 22′ 38,8″ N, 7° 28′ 15,7″ O  | 1966           | HEB GmbH Hagener Entsorgungsbetrieb                                                              | |
| Ersatzbrennstoffkraftwerk Knapsack                                             | 2               | 900                    |                                   | 33,4                               | 70 m                | Hürth                  | Nordrhein-Westfalen    | 50° 51′ 24,9″ N, 6° 50′ 28,5″ O  | 2008           | EEW Energy from Waste Saarbrücken GmbH EBKW Knapsack                                             | |
| GMVA – Gemeinschafts-Müllverbrennungsanlage Niederrhein                        | 4               | 2103                   | 267,3                             | 69                                 | 140 m               | Oberhausen-Buschhausen | Nordrhein-Westfalen    | 51° 29′ 8,2″ N, 6° 50′ 5,6″ O    | 1984           | GMVA Niederrhein                                                                                 | Baujahr 1984/1996–1997/2005, Stromgrundlast, Fernwärme für die Energieversorgung Oberhausen AG, Mülldurchsatz ca. 710.000 t/a |
| Müllverwertungsanlage Rugenberger Damm                                         | 2               | 1041                   | 26                                | 20                                 | 80 m                | Hamburg                | Hamburg                | 53° 31′ 13,6″ N, 9° 56′ 5,8″ O   | 1999           | Müllverwertungsanlage Rugenberger Damm GmbH                                                      | Einspeisung von Fernwärme in das Fernwärmenetz Hamburg |
| Müllverbrennungsanlage Borsigstrasse                                           | 3               | 1380                   |                                   | 47                                 | 80 m                | Hamburg                | Hamburg                | 53° 31′ 55,4″ N, 10° 4′ 27,8″ O  | 1994           | Müllverwertung Borsigstraße GmbH                                                                 | Einspeisung von Fernwärme in das Fernwärmenetz Hamburg |
| Müllverbrennungsanlage Hameln                                                  | 3               | 900                    |                                   | 34                                 | 120 m               | Hameln                 | Niedersachsen          | 52° 5′ 54,3″ N, 9° 23′ 11,4″ O   | 2009           | Enertec Hameln GmbH                                                                              | |
| Müllverbrennungsanlage Hamm                                                    | 4               | 885                    |                                   |                                    | 90 m                | Hamm                   | Nordrhein-Westfalen    | 51° 40′ 50,2″ N, 7° 44′ 39,9″ O  | 1985           | MHB Hamm Betriebsführungsgesellschaft mbH                                                        | |
| Müllverbrennungsanlage Hannover                                                | 2               | 690                    |                                   | 27,4                               | 70 m                | Hannover               | Niedersachsen          | 52° 24′ 42,3″ N, 9° 51′ 2,5″ O   | 2005           | EEW Energy from Waste Hannover GmbH                                                              | |
| Abfallverwertungsanlage Helmstedt                                              | 3               | 1575                   | ca. 174                           | 40                                 | 120 m               | Schöningen             | Niedersachsen          | 52° 10′ 14″ N, 10° 58′ 43,2″ O   | 1998           | EEW Energy from Waste Helmstedt GmbH TRV Buschhaus                                               | Energieträger: Hausmüll 500.000 t/a |
| Müllverbrennungsanlage Heringen                                                | 2               | 893                    |                                   |                                    | 70 m                | Heringen (Werra)       | Hessen                 | 50° 53′ 36,4″ N, 10° 0′ 3,3″ O   | 2009           | EEW Energy from Waste Heringen GmbH                                                              | |
| RZR Herten                                                                     | 4               | 1590                   |                                   |                                    | 100 m               | Herten                 | Nordrhein-Westfalen    | 51° 33′ 23,7″ N, 7° 9′ 53,4″ O   | 1982           | AGR Abfallentsorgungs-Gesellschaft Ruhrgebiet mbH                                                | |
| Müllheizkraftwerk Iserlohn                                                     | 3               | 885                    |                                   |                                    | 110 m               | Iserlohn               | Nordrhein-Westfalen    | 51° 23′ 50,1″ N, 7° 41′ 49,3″ O  | 1970           | AMK – Abfallentsorgungsgesellschaft des Märkischen Kreises mbH                                   | |
| Müllverwertungsanlage Ingolstadt                                               | 3               | 722                    | 35                                | 15                                 | 80 m                | Ingolstadt             | Bayern                 | 48° 45′ 52,6″ N, 11° 29′ 36,2″ O | 1996           | Zweckverband Müllverwertungsanlage Ingolstadt                                                    | Fernwärme unter anderem für Audi 3 Ofenlinien |
| Müllheizkraftwerk Kassel                                                       | 2               | 540                    | 61,6                              | 17,7                               | 65 m                | Kassel                 | Hessen                 | 51° 18′ 57,2″ N, 9° 31′ 39,3″ O  | 1968           | Müllheizkraftwerk Kassel GmbH                                                                    | Fernwärme, Erneuerung der Rauchgasreinigung: 2008 2 Verbrennungslinien, 3 Dampfturbinen |
| Restmüllverbrennungsanlage Köln                                                | 4               | 2280                   | 220                               | 55                                 | 99,5 m              | Köln-Niehl             | Nordrhein-Westfalen    | 51° 0′ 25,2″ N, 6° 56′ 56,1″ O   | 1996           | AVG Köln mbH                                                                                     | Energie für 100.000 Haushalte und Ferndampf für umliegende Industrie |
| Industrieheizkraftwerk Korbach                                                 | 1               | 227                    |                                   | 4,1                                | 63 m                | Korbach                | Hessen                 | 51° 17′ 2,8″ N, 8° 52′ 6,8″ O    | 2008           | MVV Energie AG                                                                                   | |
| Müllverbrennungsanlage Krefeld                                                 | 5               | 1080                   |                                   |                                    | 70 m                | Krefeld                | Nordrhein-Westfalen    | 51° 22′ 49,3″ N, 6° 38′ 13,3″ O  | 1975           | EGK Entsorgungsgesellschaft Krefeld GmbH & Co. KG                                                | |
| EVI Coervorden                                                                 | 2               | 1094                   |                                   |                                    |                     | Laar                   | Niedersachsen          | 52° 38′ 35,8″ N, 6° 44′ 26,8″ O  | 2008           | EVI Abfallverwertung B.V.& Co. KG                                                                | |
| Thermische Abfallbehandlungsanlage Lauta                                       | 2               | 690                    |                                   | 25                                 | 55 m                | Lauta                  | Sachsen                | 51° 27′ 3,1″ N, 14° 6′ 43″ O     | 2004           | Thermische Abfallbehandlung Lauta GmbH & Co. oHG                                                 | |
| TREA Leuna                                                                     | 2               | 1170                   |                                   |                                    | 80 m                | Leuna                  | Sachsen-Anhalt         | 51° 19′ 29,2″ N, 11° 59′ 36,6″ O | 2007           | MVV Energie AG                                                                                   | |
| MHKW Leverkusen                                                                | 3               | 660                    |                                   |                                    | 90 m                | Leverkusen             | Nordrhein-Westfalen    | 51° 2′ 36,3″ N, 7° 0′ 17,8″ O    | 1970           | AVEA GmbH & Co. KG                                                                               | |
| Gemeinschafts-Müllheizkraftwerk Ludwigshafen                                   | 3               | 633                    | ?                                 | ?                                  | 125 m               | Ludwigshafen           | Rheinland-Pfalz        | 49° 29′ 5,2″ N, 8° 25′ 34,5″ O   | 1966           | Gemeinschafts-Müllheizkraftwerk Ludwigshafen GmbH                                                | |
| TAV Ludwigslust                                                                | 1               | 150                    |                                   |                                    |                     | Ludwigslust            | Mecklenburg-Vorpommern | 53° 17′ 54,2″ N, 11° 30′ 48,6″ O | 2005           | ALBA Group plc & Co. KG                                                                          | |
| Remondis Lippewerk                                                             | 1               | 60                     |                                   |                                    | 106 m               | Lünen                  | Nordrhein-Westfalen    | 51° 37′ 20,9″ N, 7° 27′ 57,4″ O  | 2007           | REMONDIS Production GmbH                                                                         | |
| Heizkraftwerk Nord (Mannheim)                                                  | 4               | 2100                   | ?                                 | ?                                  | 196 m               | Mannheim               | Baden-Württemberg      | 49° 31′ 20,9″ N, 8° 27′ 14,4″ O  | 1966           | MVV Umwelt Asset GmbH als Tochterunternehmen der MVV Energie                                     | Energieträger: Haus- und Gewerbemüll, ca. 700.000 t/a |
| Müllverbrennungsanlage Kiel                                                    | 2               | 420                    | 30                                | 6,5                                | 80 m                | Kiel                   | Schleswig-Holstein     | 54° 18′ 26″ N, 10° 6′ 40,2″ O    | 1996           | MVK                                                                                              | Energieträger: Hausmüll |
| Müllheizkraftwerk Kempten                                                      | 1               | 204                    |                                   | 10                                 | 60 m                | Kempten                | Bayern                 | 47° 45′ 31,5″ N, 10° 19′ 10,8″ O | 1996           | ZAK Energie GmbH                                                                                 | |
| Müllheizkraftwerk Magdeburg-Rothensee                                          | 4               | 1980                   |                                   | 35                                 |                     | Magdeburg              | Sachsen-Anhalt         | 52° 11′ 7,5″ N, 11° 40′ 44,1″ O  | 2006           | Uniper/SWM                                                                                       | |
| Müllheizkraftwerk Mainz                                                        | 3               | 1050                   | 136 (Heizwert 11.500 kJ/kg)       | 25                                 |                     | Mainz                  | Rheinland-Pfalz        | 50° 1′ 33,7″ N, 8° 14′ 30,5″ O   | 2004           | Entsorgungsgesellschaft Mainz mbH                                                                | Energieträger: bis zu 1000 t/Tag Hausmüll und hausmüllähnliche Gewerbeabfälle |
| Heizkraftwerk Minden                                                           | 1               | 120                    |                                   | 18                                 | 40 m                | Minden                 | Nordrhein-Westfalen    | 52° 18′ 2,9″ N, 8° 56′ 57,9″ O   | 2002           | KAVG KreisAbfallVerwertungsGesellschaft mbH                                                      | |
| Müllheizkraftwerk München-Nord                                                 | 5               | 2029                   |                                   |                                    | 130 m               | München                | Bayern                 | 48° 10′ 47,6″ N, 11° 38′ 17,3″ O | 1992           | Stadtwerke München GmbH                                                                          | |
| Müllverbrennungsanlage Nürnberg                                                | 3               | 690                    | ?                                 | ?                                  | 99 m                | Nürnberg               | Bayern                 | 49° 26′ 8,8″ N, 11° 3′ 19,4″ O   | 2001           | Abfallwirtschaftsbetrieb Stadt Nürnberg (ASN)                                                    | Thermische Behandlung von Abfall aus Nürnberg und den angrenzenden Städten und Landkreisen. Energieträger: Hausmüll Fassungsvermögen: ca. 10.000 t Abfall Mülldurchsatz: ca. 230.000 t/a                                                                                                  |
| AHKW Neunkirchen                                                               | 2               | 450                    |                                   | 11,6                               | 96 m                | Neunkirchen            | Saarland               | 49° 20′ 16,4″ N, 7° 10′ 10,7″ O  | 1999           | EEW Energy from Waste Saarbrücken GmbH AHKW Neunkirchen                                          | |
| AHKW Geiselbullach                                                             | 2               | 333                    | 47                                |                                    | 60 m                | Olching                | Bayern                 | 48° 14′ 3″ N, 11° 21′ 21,1″ O    | 1996           | GfA – Gemeinsames Kommunalunternehmen für Abfallwirtschaft                                       | |
| TEV Neumünster                                                                 | 1               | 480                    |                                   |                                    | 88 m                | Neumünster             | Schleswig-Holstein     | 54° 4′ 56,5″ N, 9° 59′ 20,5″ O   | 2005           | SWN Stadtwerke Neumünster GmbH                                                                   | |
| Müllheizkraftwerk Neustadt in Holstein                                         | 1               | 176                    |                                   | ?                                  | 60 m                | Neustadt in Holstein   | Schleswig-Holstein     | 54° 5′ 45,9″ N, 10° 47′ 38,1″ O  | 1996           | Zweckverband Ostholstein                                                                         | Kapazität: 56.797 t Restmüll im Jahr |
| Müllheizkraftwerk Offenbach                                                    | 3               | 750                    |                                   |                                    | 110 m               | Offenbach am Main      | Hessen                 | 50° 3′ 53,4″ N, 8° 46′ 8,2″ O    | 1996           | Energieversorgung Offenbach AG (EVO)                                                             | |
| Müllheizkraftwerk Pirmasens                                                    | 2               | 540                    | 17                                | 16                                 | 50 m                | Pirmasens              | Rheinland-Pfalz        | 49° 13′ 41,5″ N, 7° 35′ 45,3″ O  | 1999           | MHKW Pirmasens Abfallbehandlungs GmbH & Co. KG                                                   | Baubeginn 1996, Regelbetrieb 1999, Kapazität ca. 180.000 t/a Haus- und Gewerbeabfall |
| Müllheizkraftwerk Rosenheim                                                    | 1               | 252                    |                                   | 27                                 | 80 m                | Rosenheim              | Bayern                 | 47° 51′ 22,1″ N, 12° 8′ 1,7″ O   | 1988           | Stadtwerke Rosenheim GmbH & Co. KG                                                               | |
| Müllheizkraftwerk Premnitz                                                     | 2               | 820                    | 100                               | 18                                 | 40 m                | Premnitz               | Brandenburg            | 52° 31′ 36,2″ N, 12° 21′ 32,3″ O | 2008           | EEW Energy from Waste Premnitz GmbH                                                              | |
| SBS-Heizkraftwerk Rostock                                                      | 1               | 690                    |                                   | 20                                 |                     | Rostock                | Mecklenburg-Vorpommern | 54° 8′ 43,8″ N, 12° 8′ 27,5″ O   | 2010           | Vattenfall GmbH                                                                                  | |
| EBS-Rudolstadt                                                                 | 1               | 180                    |                                   |                                    | 120 m               | Rudolstadt             | Thüringen              | 50° 41′ 13,3″ N, 11° 19′ 51,6″ O | 2008           | Thermische Verwertungsanlage Schwarza (TVS)                                                      | |
| Vattenfall-Industriekraftwerk Rüdersdorf                                       | 1               | 678                    |                                   | 32,5                               |                     | Rüdersdorf bei Berlin  | Brandenburg            | 52° 29′ 25,9″ N, 13° 49′ 51,5″ O | 2008           | Vattenfall GmbH                                                                                  | |
| TAS Salzbergen                                                                 | 1               | 360                    |                                   |                                    | 70 m                | Salzbergen             | Niedersachsen          | 52° 19′ 9,7″ N, 7° 20′ 55,5″ O   | 2004           | SRS EcoTherm GmbH                                                                                | |
| ZMS Schwandorf                                                                 | 4               | 1353                   | 123                               |                                    | 80 m                | Schwandorf             | Bayern                 | 49° 18′ 37″ N, 12° 5′ 12,9″ O    | 1994           | Zweckverband Müllverwertung Schwandorf                                                           | |
| Kraftwerk Schwedt                                                              | 1               | 690                    |                                   | 22                                 | 100 m               | Schwedt/Oder           | Brandenburg            | 53° 5′ 0,5″ N, 14° 19′ 20,8″ O   | 2011           | Kraftwerk Schwedt GmbH & Co. KG                                                                  | |
| GKS Schweinfurt                                                                | 3               | 528                    |                                   |                                    | 97,5 m              | Schweinfurt            | Bayern                 | 50° 1′ 48,4″ N, 10° 13′ 25,1″ O  | 1994           | GKS-Gemeinschaftskraftwerk Schweinfurt GmbH                                                      | |
| Müllheizkraftwerk Stapelfeld                                                   | 2               | 1068                   |                                   |                                    | 110 m               | Stapelfeld             | Schleswig-Holstein     | 53° 37′ 5,6″ N, 10° 13′ 19,9″ O  | 1998           | EEW Energy from Waste Stapelfeld GmbH                                                            | |
| Müllverbrennungsanlage Staßfurt                                                | 2               | 900                    | 55,6                              |                                    | 82 m                | Staßfurt               | Sachsen-Anhalt         | 51° 51′ 58,1″ N, 11° 34′ 34,6″ O | 2007           | REMONDIS Thermische Abfallverwertung GmbH                                                        | |
| Heizkraftwerk Stavenhagen                                                      | 1               | 285                    | 49,5                              | 19                                 | 51 m                | Stavenhagen            | Mecklenburg-Vorpommern | 53° 42′ 18,1″ N, 12° 54′ 37″ O   | 2007           | Nehlsen AG                                                                                       | |
| Müllheizkraftwerk Solingen                                                     | 2               | 390                    | 67                                | 18                                 | 89 m                | Solingen               | Nordrhein-Westfalen    | 51° 10′ 46,3″ N, 7° 4′ 18,3″ O   | 1969           | Technische Betriebe Solingen                                                                     | 2 Verbrennungseinheiten, Energieträger: Hausmüll bis 175.000 Mg/a |
| Kraftwerk Stuttgart-Münster                                                    | 3               | 1217                   | 450                               | 164                                | 182 m               | Stuttgart-Münster      | Baden-Württemberg      | 48° 48′ 55,9″ N, 9° 13′ 11,1″ O  | 1965           | EnBW                                                                                             | Kapazität: 420.000 t Restmüll/Jahr, besitzt drei Kohlekessel, drei Müllkessel und drei Gasturbinen. |
| Müllheizkraftwerk Tornesch-Ahrenlohe                                           | 2               | 228                    | 20                                | 4,5                                | 65 m                | Tornesch               | Schleswig-Holstein     | 53° 42′ 20,4″ N, 9° 46′ 37,5″ O  | 1974           | Gesellschaft für Abfallwirtschaft und Abfallbehandlung mbH – GAB –                               | 2 Ofenlinien; Kapazität: ca. 88.000 t/a |
| Müllheizkraftwerk Ulm-Donautal                                                 | 2               | 297                    | 23                                | 8,2                                | 91 m                | Ulm                    | Baden-Württemberg      | 48° 21′ 52,1″ N, 9° 57′ 20,9″ O  | 1997           | Zweckverband thermische Abfallverwertung Donautal (TAD)                                          | 2 Ofenlinien; Kapazität: ca. 160.000 t/a |
| Abfallverwertungsanlage Velsen                                                 | 2               | 720                    |                                   | 20,8                               | 96 m                | Völklingen             | Saarland               | 49° 12′ 50,8″ N, 6° 50′ 0,3″ O   | 1997           | AVA Velsen GmbH                                                                                  | |
| EBS-Kraftwerk Weener                                                           | 1               | 528                    |                                   | 7,5                                |                     | Weener                 | Niedersachsen          | 53° 10′ 57,8″ N, 7° 21′ 10,9″ O  | 2008           | Klingele Papierwerke GmbH & Co. KG                                                               | |
| EBS-Kraftwerk Witzenhausen                                                     | 1               | 795                    | 124                               |                                    | 140 m               | Witzenhausen           | Hessen                 | 51° 19′ 6,1″ N, 9° 50′ 56,6″ O   | 2008           | Umweltdienste Bohn GmbH                                                                          | |
| Müllheizkraftwerk Weißenhorn                                                   | 2               | 297                    |                                   | 10                                 | 75 m                | Weißenhorn             | Bayern                 | 48° 17′ 56,4″ N, 10° 8′ 4,5″ O   | 1991           | Abfallwirtschaftsbetrieb des Landkreises Neu-Ulm                                                 | 2 Ofenlinien; Kapazität: bis zu 105.000 t/a Haus- und Gewerbeabfall, sowie privater Sperrmüll |
| Müllverbrennungsanlage Wiesbaden (in Bau)                                      |                 |                        | 87,5                              |                                    |                     | Wiesbaden              | Hessen                 | 50° 2′ 31,2″ N, 8° 15′ 48,6″ O   |                | MHKW Wiesbaden GmbH der drei Unternehmen Knettenbrech + Gurdulic, Entega und ESWE Versorgungs AG | genehmigt 2021, Inbetriebnahme (geplant): 2024 Energieträger: 70.000 t/a Hausmüll |
| Müllheizkraftwerk Wuppertal                                                    | 5               | 1281                   |                                   | 40                                 | 95 m                | Wuppertal              | Nordrhein-Westfalen    | 51° 13′ 29,8″ N, 7° 8′ 32,1″ O   | 1976           | AWG Wuppertal                                                                                    | Energieträger: Hausmüll, ca. 415.000 t/a |
| Müllheizkraftwerk Würzburg                                                     | 2               | 600                    |                                   | 58                                 | 80 m                | Würzburg               | Bayern                 | 49° 47′ 33,9″ N, 9° 59′ 40,7″ O  | 1984           | Zweckverband Abfallwirtschaft Raum Würzburg                                                      | |
| Müllverbrennungsanlage Zella-Mehlis                                            | 1               | 518                    |                                   | 13,7                               | 90 m                | Zella-Mehlis           | Thüringen              | 50° 38′ 17,6″ N, 10° 41′ 0,5″ O  | 2007           | Zweckverband für Abfallwirtschaft Südwestthüringen (ZASt)                                        | |
| Müllverbrennungsanlage Zorbau-Lützen                                           | 2               | 993                    |                                   |                                    |                     | Zorbau                 | Sachsen-Anhalt         | 51° 10′ 54,1″ N, 12° 1′ 12,6″ O  | 2005           | SITA Abfallverwertung GmbH Zorbau                                                                | |
| Müllverbrennungsanlage Rosenheim                                               | 1               | 200                    |                                   |                                    | 80                  | Rosenheim              | Bayern                 |                                  | 1964           | Stadtwerke Rosenheim GmbH & Co. KG                                                               | 65.000 t/a |

## Stillgelegte und nie in Betrieb genommene Anlagen
| KW-Name                                | Zahl der Linien | Durchsatz pro Tag (Tonnen)  | Erzeugte thermische Leistung (MW) | Erzeugte elektrische Leistung (MW) | Schornsteinhöhe | Standort   | Koordinaten                      | Inbetriebnahme | Stilllegung | Betreiber                                             | Bemerkungen |
| -------------------------------------- | --------------- | --------------------------- | --------------------------------- | ---------------------------------- | --------------- | ---------- | -------------------------------- | -------------- | ----------- | ----------------------------------------------------- | --- |
| Fürther Müll-Schwelbrennanlage         |                 |                             |                                   |                                    |                 | Fürth      | 49° 29′ 56,7″ N, 10° 56′ 51,3″ O | 1997           | 1998        |                                                       | war nie im Regelbetrieb |
| Thermoselect Karlsruhe                 | 3               | 675                         |                                   |                                    |                 | Karlsruhe  | 49° 0′ 50,7″ N, 8° 19′ 15,5″ O   | 1999           | 2004        | EnBW                                                  | Konzipiert und gebaut als Kombination aus Pyrolyse + Vergasung, Betrieb von Beginn an nur als einfache Verbrennung mit verminderter Kapazität |
| Thermoselect Ansbach                   |                 |                             |                                   |                                    |                 | Ansbach    | 49° 15′ 13,3″ N, 10° 35′ 58″ O   |                |             | EnBW                                                  | Baustopp 2002, nie in Betrieb genommen |
| Heizkraftwerk Meuselwitz-Lucka         | 2               | 150                         |                                   | 5,4                                |                 | Meuselwitz | 51° 4′ 10,5″ N, 12° 19′ 6,5″ O   | 2004           | 2013        | Heizkraftwerk Meuselwitz-Lucka GmbH & Co. Betriebs-KG | |
| Müllverbrennungsanlage Berlin-Marzahn  | 2               |                             |                                   | 32                                 | 169 m           | Berlin     | 52° 31′ 24,2″ N, 13° 31′ 19,2″ O | 1974           | 1990        |                                                       | einzige Müllverbrennungsanlage in der ehemaligen DDR vor der Wiedervereinigung                                                                |
| Müllverbrennungsanlage Stellinger Moor | 2               | 900                         |                                   | 66                                 | 72 m            | Hamburg    | 53° 35′ 7,3″ N, 9° 54′ 42,1″ O   | 1972           | 2017        | Stadtreinigung Hamburg                                | |
| Müllverschwelungsanlage Burgau         | 2               | 144 (max) 100 (tatsächlich) |                                   | 2,2 (max) 1,5 (tatsächlich)        |                 | Burgau     | 48° 26′ 46,3″ N, 10° 23′ 19″ O   | 1986           | 2016        | Kreisabfallwirtschaft Landkreis Günzburg              | Einzige Hausmüllpyrolyse in Deutschland im Regelbetrieb                                                                                       |